# Луций Волузий Мециан
Луций Волузий Мециан (на латински: Lucius Volusius Maecianus; 110 – 175, fl. 2 век) e римски военачалник, юрист, съветник на император Марк Аврелий.
Произлиза от фамилията Волузии.
Баща е на Волузия Ветия Мециана (135–175), която се омъжва за Гай Авидий Касий (римския узурпатор от 175 г.), потомец на Юния Лепида. Дядо е на Волузия Лаодика, Авидий Хелиодор, Авидий Мециан и Авидия Александрия. Прадядо е на Тинея.
През 161 г. става префект на Египет в Александрия.
През 175 г. зет му Авидий Касий узурпира и за малко време владее Египет и Сирия.